# Amilcare Lauria
Amilcare Laurìa (3. dubna 1854 Neapol – 1932 Neapol) byl italský právník a spisovatel.

## Životopis
Amilcare Lauria se narodil v Neapoli v rodině soudce. Jeho učiteli byli latinář Antonio Mirabelli, filozof Antonio Tari, filolog Emmanuele Rocco a kritik Francesco De Sanctis. Začal pracovat jako právník, ale toto povolání se mu nelíbilo.
Jeho první dílo, sledující chování neapolské maloměšťácké společnosti, byla sbírka humoristických skečů, kterou vydal v roce 1884 pod názvem Sebetia. Sbírka byla obohacena předmluvou Marca Monniera. Kniha měla takový úspěch, že nakladatel Angelo Sommaruga byl nucen ji osmkrát dotisknout. Lauria se brzy stal známým v italských i jiných intelektuálních kruzích, byl přeložen do němčiny a vydán v Německu.
Napsal řadu románů a povídek ve veristickém stylu inspirovaných každodenním životem v neapolském městě, z nichž nejznámější a nejoblíbenější román Povero don Camillo! vyšel v roce 1897. Psal také výchovné romány pro děti, například Il signorino (1901), nebo sbírky novel pro ženské publikum, např. Figurine ingenue (1900). Mezi další díla patří socialistické novely La mala gente (1903) a Le garibaldine (1904) jako součást Garibaldiho literatury. Amilcare Lauria zemřel v Neapoli v roce 1932.

## Dílo
- Sebetia. Schizzi napoletani, Roma, A. Sommaruga, 1884
- Novelle nere, Torino, C. Triverio, 1887
- Ragazzi napoletani, illustrazioni di Arnaldo De Lisio, Milano-Roma, Trevisini tip. ed., 1890
- Donna Candida. Romanzo, Milano, Libr. Edit. Galli di C. Chiesa e F. Guindani, 1891. Nuova ed. Bologna, Millennium, 2007
- Micia, Roma, Bontempelli, 1893
- Quattro del molo. Romanzo per ragazzi, Milano, Enrico Voghera, 1895
- Vecchia Napoli. Sebetia tertia, Roma, Enrico Voghera, 1895
- Povero don Camillo! Scene napoletane della vita contemporanea, Catania, Niccolo Giannotta, 1897
- Figurine ingenue. Novelle napoletane. Sebetia quarta, Rocca S. Casciano, L. Cappelli, 1900
- Il signorino. Romanzo per ragazzi, con acquerelli di Pietro Scoppetta, Milano-Palermo, Sandron, 1901
- La mala gente. Scene, quadri e storie della vita contemporanea, Firenze, G. Nerbini Edit., 1903
- Le garibaldine. Memorie del 1860 a Napoli, Torino, Renzo Streglio, 1904
- Tra spade e parrucche. Vita teatrale napoletana del secolo XVIII, Milano, A. Vallardi, 1921

### V češtině
- Assuntina – úvod František Sekanina; přeložil J. O. Novotný; in: 1000 nejkrásnějších novel... č. 73. Praha: Josef Richard Vilímek, 1914